# Зигмунд II фон Шварценберг
Зигмунд II фон Шварценберг (на немски: Sigmund II von Schwarzenberg; * пр. 1488; † 5 септември 1529) е фрайхер на Шварценберг.

## Произход
Той е вторият син на Михаел II фон Зайнсхайм († 10 септември 1499) и съпругата му Маргарета фон Хутен († 24 ноември 1503). По-големият му брат е фрайхер Еркингер II фон Зайнсхайм († 1510/1518).

## Фамилия
Зигмунд II се жени на 16 ноември 1489 г. за графиня Анна фон Фюрстенберг (* 13 май 1467; † ок. 21 януари 1522), вдовица на имперски граф Еберхард II фон Валдбург-Зоненберг († 22 април 1483), дъщеря на Конрад фон Фюрстенберг († 1484), ландграф в Баар, и Кунигунда фон Мач († 1469).
- Елизабет фон Шварценберг († сл. 1523), омъжена за Зигмунд фон Хайнах († сл. 1528)
- Катарина фон Шварценберг († сл. 1523), омъжена I. за Йохан Фухс фон Дорнхайм († сл. 1496/1523?), II. ок. 1505 г. за Давид фон Еберсхаузен († сл. 1523)
- Ернст фон Шварценберг († 26 юли 1519)